# Tyler Township (Missouri)
Tyler Township est un ancien township du comté de Hickory dans le Missouri, aux États-Unis,.
Le township est fondé en 1845 et baptisé en référence à John Tyler, 10e président des États-Unis.

## Source de la traduction
- (en) Cet article est partiellement ou en totalité issu de l’article de Wikipédia en anglais intitulé « Tyler Township, Hickory County, Missouri » (voir la liste des auteurs).